# Myotis macrotarsus
Myotis macrotarsus es una especie de murciélago de la familia Vespertilionidae.

## Distribución geográfica
Se encuentra en Malasia y las Filipinas.

## Hábitat
Su hábitat natural son: Cuevas y tierras de cultivo.